# Carl Pistor (Ingenieur)
Carl (Karl) Hugo Pistor (* 1850 in Gießen; † 19. März 1919 in Reus, Spanien) war ein deutscher Ingenieur und Chemiker. Er war Mitbegründer des Chemiestandortes Bitterfeld-Wolfen.

## Leben
Carl Pistor wurde als Sohn des Kaufmanns Emil Pistor 1850 in Gießen geboren. Er studierte ab 1875 bereits mit einem Lizentiaten-Titel an der Universität in Gießen Pharmazie.
Nach dem Studium war Carl Pistor sechs Jahre Leiter einer Sodafabrik in Chicago. Anschließend arbeitete er bei den Kaliwerken in Neu-Staßfurt. Im Dezember 1892 konstituierte sich die „Chemische Fabrik Elektron AG Frankfurt/M.“ (CFE). Zum Technischen Direktor wurde Carl Pistor berufen. Diese Funktion bekleidete er bis 1898.  Die CFE hatte ein elektrochemisches Verfahren entwickelt, das Salze in seine Einzelbestandteile zerlegen konnte (Chlor-Alkali-Elektrolyse). Damit war der Grundstein für ein neues Basisverfahren der chemischen Industrie geschaffen. Zur großtechnischen Umsetzung des Verfahrens musste ein neues Werk gebaut werden.
Mitte 1893 besuchte Carl Pistor die Mitteldeutsche Braunkohlen-Region und überzeugte sich von den vorteilhaften Standortfaktoren, niedrige Löhne, Nähe zu den Salzlagerstätten, billige Kohle und ein nicht erschlossenes Absatzgebiet für Ätzkali und Chlor. Im November 1893 schloss die CFE mit der Grube „Louise“ in Bitterfeld einen Kohleliefervertrag ab und kaufte ein benachbartes Grundstück, um hier ein Elektrolyse-Werk zu errichten.
Im Januar 1894 wurde unter Leitung von Carl Pistor mit den Vermessungsarbeiten und dem Bau des Werkes Bitterfeld Süd begonnen. Am 16. Oktober 1894 ging die Fabrik I/Bitterfeld Süd in Betrieb.
Am 22. März 1896 wurde Carl Pistor in Sandersdorf von seiner Frau ein Sohn mit Namen Carl Emil Pistor geboren.
Im August 1898 fusionierte die CFE mit der „Chemischen Fabrik Griesheim am Main“ (CFG) zur „Chemischen Fabrik Griesheim-Elektron AG“ (CFGE), in deren Vorstand Carl Pistor berufen wurde.
Das von der CFE entwickelte Elektrolyse-Verfahren war so erfolgreich, dass mehrere Firmen im In- und Ausland die Lizenz von der CFE erwarben. Die Inbetriebnahmen der Elektrolyse-Anlagen in Westeregeln 1896, in Lamotte (Frankreich) 1896, und in Flix (Spanien) 1897 erfolgten jeweils unter Leitung von Carl Pistor.
1900 übernahm Carl Pistor die Leitung der Fabrik in Flix, die er bis 1905 innehatte. 1904 schied Carl Pistor aus dem Vorstand der CFGE aus.
In seiner Freizeit war er passionierter Schwimmer und Mitbegründer des Schwimmvereins Reus Ploms.